# Петриковский район (Днепропетровская область)
Петрико́вский район (укр. Петриківський район) — упразднённая административная единица на севере Днепропетровской области Украины. Административный центр — посёлок городского типа Петрико́вка.

## География
Площадь 930 км² (20-е место среди районов).
Район расположен на севере Днепропетровской области.
С ним соседствуют
Царичанский,
Магдалиновский,
Днепровский,
Криничанский,
Верхнеднепровский районы,
Каменский городской совет Днепропетровской области и
Кобелякский район Полтавской области.
На территории района протекают реки:
Каменское водохранилище (река Днепр),
Орель,
Чаплинка,
Канал Днепр — Донбасс.

## История
Район создан 7 марта 1923 года из Паньковской, Шульговской и Петриковской волостей. Вошёл в состав новообразованного Екатеринославского округа. Расформирован и вновь создан 19 февраля 1936 года.
Во время немецкой оккупации 1942—1943 годов на его территории был образован Петриковский гебит или округ Петриковка (нем. Kreisgebiet Petrikowka), входивший в состав Генерального округа Днепропетровск (нем. Generalbezirk Dnjepropetrowsk). 21 января 1959 года к Петриковскому району была присоединена часть территории упразднённого Днепропетровского района Расформирован в декабре 1962 года, 13 декабря 1991 года образован повторно.
17 июля 2020 года в результате административно-территориальной реформы район вошёл в состав Днепровского района.

## Демография
Население района составляет 25 994 человек (21-е место среди районов; данные 2005 г.), в том числе в городских условиях проживают 8 749 человек, в сельских — 17 245.

## Административное устройство
Район включает в себя :
| - Поселковых советов: 3 - Сельских советов: 6 | - Посёлков городского типа: 3 - Сёл: 17 |

### Местные советы[11]
| - Петриковский поселковый совет - Куриловский поселковый совет - Николаевский поселковый совет - Елизаветовский сельский совет - Ивановский сельский совет | - Лобойковский сельский совет - Хуторский сельский совет - Чаплинский сельский совет - Шульговский сельский совет |

### Населённые пункты[12]
| с. Гречаное с. Елизаветовка с. Ивановка с. Клешнёвка с. Кулеши | с. Кулишево пгт Куриловка с. Лобойковка с. Малая Петриковка пгт Николаевка | пгт Петриковка с. Плавещина с. Радостное с. Сорочино с. Сотницкое | с. Судовка с. Ульяновка с. Хуторское с. Чаплинка с. Шульговка |

#### Ликвидированные населённые пункты[13]
| с. Кваки |